# Гамора Віктор Володимирович
Ві́ктор Володи́мирович Гамо́ра (нар. 1 грудня 1965) — генерал-майор (з серпня 2011) Повітряних сил Збройних сил України.

## Життєпис
Закінчив Борівську середню школу 1983 року, 1987-го — Харківське вище авіаційне училище льотчиків ім. С. Гріцевца.
Розподілений у стройову частину 14-ї повітряної армії, місто Чортків, літав на «Міг-21».
Після реформи полку проходив службу в Липецькому центрі бойової підготовки, літав на «Міг-29», налітав 450 годин і виконав норматив льотчика (пілота) ІІ класу.
1995 року переведений на посаду старшого офіцера оперативного управління штабу повітряної армії — в місті Львів. 2000 року закінчив Харківський інститут льотчиків, командно-штабний факультет, за розподілом був направлений до 14-го корпусу.
2004 року вступив до Академії оборони України, навчання в якій згодом закінчив.
Станом на серпень 2011 року полковник Гамора — начальник оперативного управління — заступник начальника штабу Командування Повітряних Сил Збройних Сил України.

## Нагороди
- орден Данила Галицького (31.10.2014)